# 23283 Цзіньцзуі
23283 Цзіньцзуі (23283 Jinjuyi) — астероїд головного поясу, відкритий 30 грудня 2000 року.
Тіссеранів параметр щодо Юпітера — 3,523.